# Cryptocephalus yemenicus
Cryptocephalus yemenicus – gatunek chrząszcza z rodziny stonkowatych i podrodziny Cryptocephalinae
Gatunek ten został opisany w 1999 roku przez Igora K. Łopatina.
Chrząszcz endemiczny dla Jemenu.